# Доддс, Аннелиза
Аннелиза Джейн Доддс (англ. Anneliese Jane Dodds; род. 16 марта 1978, Абердин) — британский политик, член Лейбористской партии, первая женщина — теневой канцлер казначейства Великобритании (2020—2021).

## Биография
Родилась и выросла в Абердине. В 1996 году переехала в Оксфорд и изучала философию, политику и экономику в колледже Святой Хильды, в 2001 получила степень бакалавра. В 2002 году в Эдинбургском университете получила степень магистра социальной политики, в 2006 в Лондонской школе экономики — доктора философии в области государственного управления.
Преподавала в Королевском колледже Лондона, затем в Астонском университете. Занималась научными исследованиями в области политики и медицинского страхования в различных отраслях, секторах и странах. На парламентских выборах 2005 и 2010 годов выдвигалась от Лейбористской партии соответственно в Билерики и восточном Рединге, но оба раза неудачно.

### Политическая карьера
По итогам европейских выборов 2014 года прошла в Европейский парламент от округа Юго-Западная Англия и работала в Комитете по экономическим и валютным делам, в Специальном комитете по регулированию налогов и другим аналогичным мерам, а также возглавляла делегацию Европарламента по стабилизации в Черногории.
В 2017 году одержала убедительную победу на парламентских выборах в округе Восточный Оксфорд с результатом 65,2 %.

### Деятельность в теневых кабинетах лейбористов (2017—2024)
С 2017 года являлась финансовым секретарём казначейства в теневом кабинете Джереми Корбина, а 5 апреля 2020 года назначена канцлером казначейства в теневом кабинете нового лидера лейбористов Кира Стармера, став первой женщиной в британской истории на этой должности.
В 2019 году переизбрана в парламент, хотя и с несколько худшим результатом (57 %).
6 мая 2021 года состоялись местные выборы и дополнительные выборы в Палату общин, исход которых оказался неудачным для лейбористов, и 9 мая 2021 года Кир Стармер произвёл кадровые перемещения в своём теневом кабинете, назначив Доддс на должность председателя партии.
21 сентября 2021 года в дополнение к своим обязанностям назначена теневым министром по делам женщин и равенства. Это кадровое решение принято в разгар внутрипартийных дискуссий, связанных с отношением к трансгендерным людям (Доддс и назначенная вместе с ней теневым младшим министром Тайво Оватеми твёрдо выступают в поддержку равноправия).

### В правительстве Стармера
8 июля 2024 года назначена младшим министром международного развития, по делам женщин и равноправия в Министерстве иностранных дел правительства Кира Стармера.
28 февраля 2025 года ушла в отставку в знак протеста против решения Стармера повысить расходы на оборону за счёт снижения трат на помощь иностранным государствам.

## Личная жизнь
Аннелиза Доддс замужем за Эдом Тёрнером, заместителем председателя городского совета Оксфорда. У супругов есть сын и дочь.